# Mohamed Salem Ould Béchir
Mohamed Salem Ould Béchir (en arabe : محمد سالم ولد البشير), né le 17 décembre 1962 à Aïoun El Atrouss, est un homme d'État mauritanien, Premier ministre de 2018 à 2019.

## Biographie
Ingénieur en robotisation et entraînements électromécaniques formé en France, Mohamed Salem Ould Béchir est titulaire d’un Certificat d’études supérieures spécialisées en économie et politique de l’énergie. Il a commencé sa carrière à la Société nationale de l'eau et de l'électricité (SOMELEC) en septembre 1986.
En 1996 il dirige la nouvelle centrale électrique de Nouakchott avant de devenir le Directeur technique électricité de la société, il rejoint ensuite la Sonelec et en devient le directeur technique. Il est brièvement directeur de l'électricité au ministère de l'Énergie et du Pétrole en 2007 avant d'être nommé secrétaire général du ministère de l'Hydraulique.
En 2009 il revient à la Sonelec devenue Somelec en tant que directeur général, puis est nommé ministre de l'hydraulique et de l'assainissement en 2013, ministre du Pétrole, de l’énergie et des mines en 2015 et Administrateur directeur général de la Société nationale industrielle et minière (SNIM). 
En janvier 2015, il est à nouveau ministre du pétrole, de l'énergie et des mines, poste qu'il a occupé jusqu'en 2016, date à laquelle il est nommé directeur de la Société nationale de l'industrie et des mines (SNIM).
Il est nommé Premier ministre après la démission de Yahya Ould Hademine, plusieurs semaines après le triomphe du parti au pouvoir, le parti de l'Union pour la République (UPR), aux élections législatives de septembre 2018.
En août 2019, il est nommé Ministre secrétaire général de la Présidence de la République par Mohamed Ould Ghazouani à la suite de l'élection de ce dernier.
Décrit comme un « pur technocrate » et un fidèle à l'ex-président Mohamed Ould Abdel Aziz, il est l'une des figures d'une transition dans la continuité entre les deux présidences.
En mars 2021, Mohamed Salem Ould Béchir est inculpé pour corruption le 12 mars 2021.
En 2022, le pôle anti-corruption du Parquet de la République de Nouakchott-Ouest a annoncé, mercredi 1er juin (2022), avoir requis le renvoi devant la juridiction compétente les personnalités accusées de corruption dans le cadre du dossier de la corruption n° 001/2021, dossier dans lequel figure l'ancien Premier ministre Mohamed Salem Ould Béchir.